# Ostříž jižní
Ostříž jižní (Falco eleonorae) je středně velký zástupce čeledi sokolovitých.
Podobá se ostříži lesnímu, je však o něco větší a má delší ocas. Dospělí ptáci se vyskytují ve dvou barevných formách. Ptáci světlé morfy se podobají mladému ostříži lesnímu, od kterého se liší velmi tmavými spodními křídelními krovkami, kontrastujícími s šedými letkami. Ptáci tmavé formy jsou celí hnědavě černí, v letu se světlejšími šedavými letkami.
Hnízdí v koloniích na ostrovech Středozemního moře; hnízdění probíhá na podzim, kdy tudy protahují malí pěvci, jeho hlavní potrava. Zimuje v Africe. Mimo jižní Evropu zaletuje jen zřídka. V Česku byl pozorován poprvé v dubnu 2000 v Ostravě-Heřmanicích.

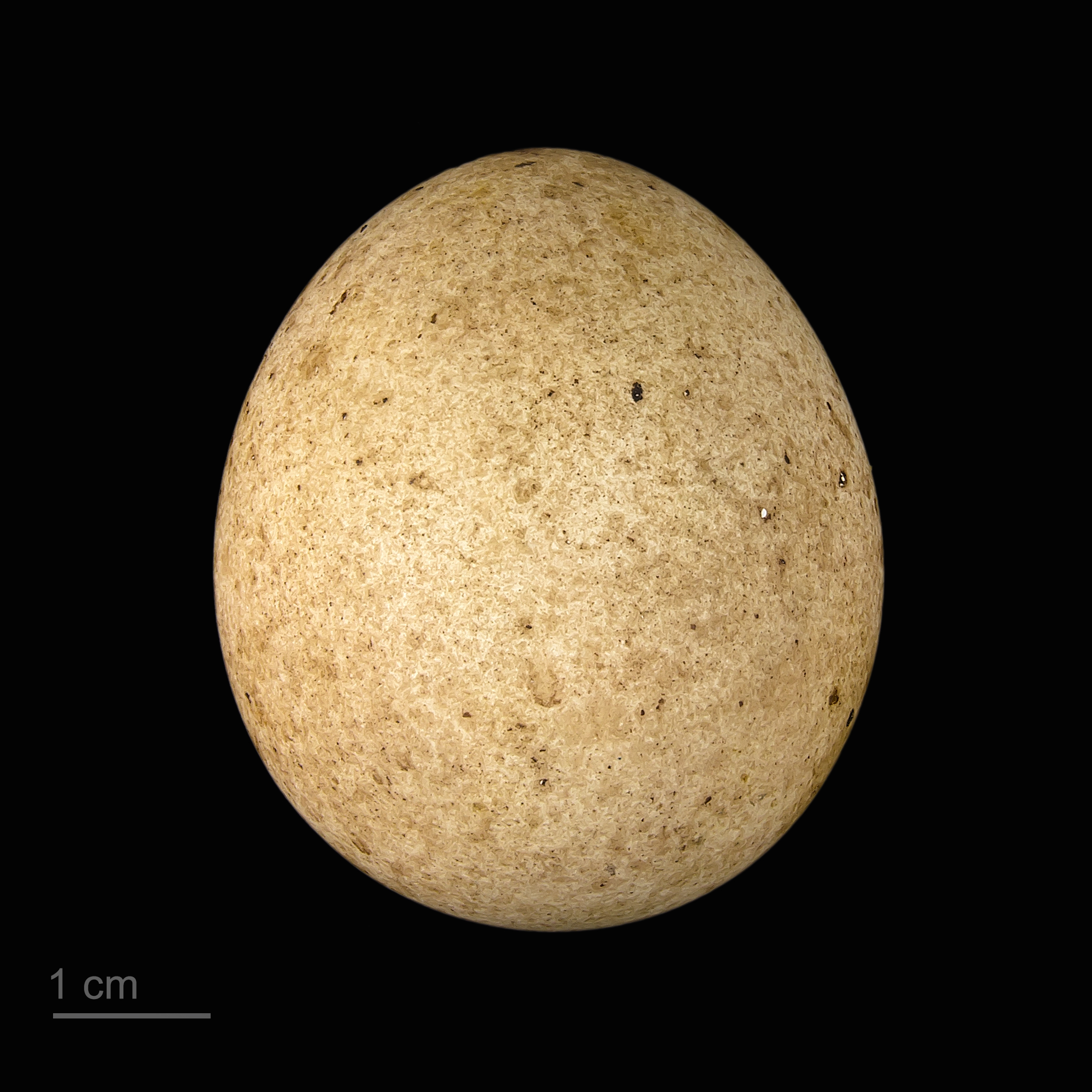
Vejce ostříže jižního (Falco eleonorae)